# Aleksej Mihajlovič Bonč-Brujevič
Aleksej Mihajlovič Bonč-Brujevič  (ruski: Алексей Михайлович Бонч-Бруевич, 23. svibnja 1916., Tver - 21. svibnja 2006., Sankt Peterburg) bio je istaknuti sovjetski znanstvenik fizičar, doktor fizičko-matematičkih znanosti, profesor, dobitnik Državne nagrade SSSR-a, dopisni član AZ SSSR. Po njemu je nazvan asteroid 12657.

## Biografija
Aleksej Mihajlovič Bonč-Brujevič se rodio 1916. u Tveru, u porodici jednog od pionira ruske radiotehnike, Mihaila Aleksandroviča.
Od 1932. je radio u laboratoriju Lenjingradskog fizičko-tehničkog instituta. Završio je Lenjingradski politehnički institut 1939. godine i započeo studij na fizičko-tehničkom institutu.
Od 1939. do 1946. Aleksej je bio u Oružanim snagama, učesnik je Velikog domovinskog rata (ruski: Великая Отечественная война).
Nakon demobiliziranja 1946. sudjeluje u istraživanju atomske energije.
Od 1947. je radio u Državnom optičkom institutu "S. I. Vavailov" u Lenjingradu, gdje je više od 25 godina rukovodio odjelom fizičke optike, jednim od vodećih na institutu. Sudjelovao je u izradi prvog lasera na staklu s neodimijem, koji je pušten u serijsku proizvodnju 1964., prije nego što je počela izvan SSSR-a. Prvi je u SSSR počeo sistematično proučavanje djelovanja snažnog laserskog zračenja na apsorbirajuću materiju, ustanovio je osnovne zakone tih procesa i razvio teoriju ove pojave, što je dovelo do nastanka nove oblasti fizike lasera i njenoj primjeni u optičkoj obradi materijala.
U daljnjem radu bavio se laserskom termokemijom, površinskim elektromagnetskim valovima optičkog raspona i optičkom tomografijom.
Pod Aleksejevim rukovođenjem vršena su pionirska istraživanja optičkih i spektralnih svojstava atoma u intenzivnim svjetlosnim poljima različitih sastava. Ove studije su temelj kvantne elektronike i atomske fizike. Također, prvi je započeo novi smjer - izučavanje procesa uzajamnog djelovanja optičkih frekvencija i atoma pri njihovom sudaru, koji su nazvani "radijacijski sudari", a u tom dijelu i u smjeru proučavanja uzajamnog djelovanja atoma s metalima i dielektricima u jakim svjetlosnim poljima. Pritom je bila otkivena nova pojava izbacivanja pojedinih atoma metala s njegove površine (fotoatomska emisija).
Organizator je široko poznatih svesovjetskih, a zatim i međunarodnih konferencija "Uzajamno djelovanje jake radijacije i materije" (1969. – 2003.).
Bio je profesor na katedri Optičke fizike i suvremenih prirodnih znanosti na SPbGU ITMO (ruski: Санкт-Петербургский государственный университет информационных технологий, механики и оптики - Sankt Peterburški državni univerzitet informacijskih tehnologija, mehanike i optike).

## Radovi
Aleksej Mihajlovič je autor 280 članaka, 3 knjige i ima 17 izuma.
- "Primjena elektronskih cijevi u eksperimentalnoj fizici" (ruski: Применение электронных ламп в экспериментальной физике), Moskva, 1956.
- "Radioelektronika u eksperimentalnoj fizici" (ruski: Радиоэлектроника в экспериментальной физике), Moskva, 1966.
- "Beskontaktni elementi samoprilagođavajućih sustava" (ruski: Бесконтактные элементы самонастраивающихся систем, Бонч-Бруевич А.М., Быков В.Л.), Moskva, 1968.

## Nagrade
Zaslužni radnik znanosti i tehnike RSFSR. Nagrađen je ordenima Domovinskog rata II stupnja (1985.) i Crvene zastave rada (1971.), ordenom Družba (1993.) i nizom medalja, među kojima i medaljom za pobjedu nad Njemačkom (1945.). Dobitnik je Državne nagrade SSSR-a 1974.
Asteroid koji je 1971. otkrila Tamara Mihajlovna Smirnova, u čast Alekseju je nazvala njegovim imenom: Asteroid 12657 Bonč-Brujevič.

## Porodica
Otac: Mihail Aleksandrovič Bonč-Brujevič, inženjer, pionir sovjetske radiotehnike, dopisni član Akademije znanosti SSSR-a.

## Vanjske poveznice
- Biografija na web strani instituta S. I. Vavilov  Arhivirana inačica izvorne stranice od 21. lipnja 2009. (Wayback Machine)
- Biografija na web strani kabineta fizike SPbAPPO  Arhivirana inačica izvorne stranice od 28. travnja 2007. (Wayback Machine)
- Aleksej Mihajlovič u biblioteci publ.lib.ru[neaktivna poveznica]